# Max Hürzeler
Max Hürzeler (* 4. Juli 1954 in Dübendorf) ist ein ehemaliger Schweizer Radrennfahrer, der heute als Buchautor und Unternehmer tätig ist.

## Werdegang
1969 siegte er in der Vier-Kantone-Rundfahrt der Amateure. 1975 wurde er Vierter bei der Schweizer Strassenmeisterschaft der Amateure.
1981 belegte er den dritten Platz bei den UCI-Weltmeisterschaften der Amateur-Steher, nachdem er kurz zuvor den nationalen Titel bei den Meisterschaften der Amateure im Steherrennen (an der Rolle von Ueli Luginbühl) gewonnen hatte. Als Amateur startete Hürzeler für den Verein VC Gippingen. Mit dem Vierer gewann er 1972 und 1974 die Schweizer Meisterschaft in der Mannschaftsverfolgung, u. a. fuhr auch Xaver Kurmann in der Meistermannschaft.
Anschliessend wurde er Profi. Dreimal – 1983, 1986 und 1987 – wurde er (inoffizieller) Steher-Europameister. Bei Weltmeisterschaften errang er 1984 den Titel des Vize-Weltmeisters und bei den Weltmeisterschaften 1987 in Wien den des Weltmeisters.
Insgesamt errang er achtmal den Schweizer Meistertitel der Steher. Sein bevorzugter Schrittmacher war Ueli Luginbühl. Mit ihm gewann er alle Stehertitel als Profi.
Nach dem Ende seiner Radsportkarriere im Jahre 1989 gründete Max Hürzeler das Unternehmen Hürzeler Bicycle Holidays , das den Radtourismus mit Radstationen auf Mallorca sowie weiteren Stationen in Andalusien und im Zillertal etablierte. Inzwischen hat er das Unternehmen verkauft, lebt aber weiterhin überwiegend auf Mallorca.
Hürzeler hat das Zürcher Sechstagerennen erneut initiiert, indem er die wirtschaftliche Verantwortung übernahm.

## Sportliche Erfolge
- Schweizer Radsportmeister als Steher, im Mannschaftszeitfahren und in der Mannschaftsverfolgung
- Weltmeister bei den Stehern 1987 in Wien

## Bücher
zusammen mit Christoph Elbern: Mallorca – Insel des Radsports – Touren – Szene – Tipps. Verlag Delius Klasing, 2007, ISBN 3-7688-5250-4.